# Historia Norwegiæ
Historia Norwegiæ ist eine kurze Geschichte Norwegens bis zum Jahr 1015. Wann genau sie verfasst wurde, ist nicht bekannt. Heute existiert nur noch eine fragmentarische Abschrift die nach neuesten Erkenntnissen zwischen 1500 und 1510 entstand. Das Manuskript gehört dem Earl of Dalhousie und wird im Schloss Brechin in Schottland aufbewahrt.
Die Schrift enthält folgende Teile.
1. Eine kurze Beschreibung der Geographie Norwegens und Islands sowie der Färöer und Orkneyinseln. Dieser folgt eine Abhandlung zur Geschichte Norwegens.
2. Einen Stammbaum der Grafen (Earl) von Orkney.
3. Einen Katalog über die Könige Norwegens.

Der Text ist bedeutend, da er unter anderem eine unabhängige Wiedergabe der Ynglingatal in lateinischer Sprache beinhaltet, welche auch in der Heimskringla vorkommt. Er enthält auch einige außergewöhnliche ethnographische Details, wie die Beschreibung einer schamanischen Trance bei den Samen. Einige der später bestätigten historischen Fakten werden hier zum ersten Mal aufgeführt.
Auf welche Quellen der Text sich stützt, ist umstritten.
Nachdem das Manuskript 1850 erstmals durch Peter Andreas Munch veröffentlicht wurde, ist 2003 eine überarbeitete Version erschienen.

## Quelle
- Inger Ekrem, Lars Boje Mortensen (Hrsg.), Peter Fisher (Übers.): Historia Norwegie. Copenhagen, Museum Tusculanum Press University of Copenhagen, 2006, ISBN 978-87-635-0612-0, ISBN 978-87-7289-813-1, doi:10.26530/OAPEN_342356 (Einleitung, Kommentar englisch, Text lateinisch und englisch)